# Phrynobatrachus albomarginatus
Phrynobatrachus albomarginatus é uma espécie de anfíbio da família Petropedetidae.
É endémica da República Democrática do Congo.
Os seus habitats naturais são: florestas subtropicais ou tropicais húmidas de baixa altitude, pântanos e marismas intermitentes de água doce.